# 俄罗斯—南苏丹关系
俄罗斯—南苏丹关系（俄语：Российско-южносуданские отношения）是俄罗斯与南苏丹之间的双边关系。

## 外交关系
2011年7月9日，出席朱巴独立仪式的俄罗斯代表米哈伊尔·马尔格洛夫向南苏丹总统萨尔瓦·基尔·马亚尔迪特转达了俄罗斯总统德米特里·梅德韦杰夫的贺电，梅德韦杰夫向南苏丹总统祝贺新国家的独立。2011年7月11日，德米特里·梅德韦杰夫发布诏书，正式承认南苏丹独立，并指示俄罗斯外交部开始与南苏丹就建立外交关系进行谈判。